# Ringsfield
Ringsfield is een plaats en civil parish in het bestuurlijke gebied Waveney, in het Engelse graafschap Suffolk.